# Rojal
Rojal és una varietat d'olivera catalana tradicionalment cultivada a la Torre de l'Espanyol, Ascó i la Palma d'Ebre (a la comarca de la Ribera d'Ebre), a Cabacés, Marçà, el Molar i Gratallops (al Priorat) i a Bovera, on se l'anomena verdal de la Bovera, a les Garrigues. El nom rojal fa referència al color de l'oliva madura, però aquesta denominació és confosa perquè s'empra també genèricament a d'altres varietats amb la mateixa característica.
És una varietat considerada rústega, vigorosa i de port obert així com productiva i alternant. És poc sensible a la sequera i al fred però sí a la mosca de l'oliva. El seu fruit és ric en oli, el qual té gust fruitat verd amb sensació d'amargantor en boca. Els aromes secundaris de l'oli rojal recorden les fulles i les flors dels rosers.